# Twist (Dick Annegarn)
Albums de Dick Annegarn 
Vélo Va
(2014)
Twist est un album de Dick Annegarn sorti en novembre 2016 en CD (Digipack) et en vinyle chez un nouveau label pour lui, Musique Sauvage.
Le chanteur en a composé tous les titres. Dans Ma carcasse on reconnait une version française de Send my body home paru sur son album Approche-toi en 1997.

## Liste des titres
| No  | Titre                   | Durée |
| --- | ----------------------- | ----- |
| 1.  | Roule ma poule          | 3:01  |
| 2.  | Au marché des mendiants | 3:59  |
| 3.  | Dur la vie              | 3:48  |
| 4.  | Luxembourg              | 3:45  |
| 5.  | On est deux             | 2:27  |
| 6.  | Terre                   | 4:28  |
| 7.  | Tranquille              | 3:40  |
| 8.  | Chaque soleil           | 2:53  |
| 9.  | Ma mécène               | 3:48  |
| 10. | Twist ensemble          | 2:28  |
| 11. | Sanglier                | 3:37  |
| 12. | Ma carcasse             | 3:15  |

## Musiciens
- Chœurs : Céline Languedoc, Faby Medina
- Violoncelle, Basse : Olivier Koundouno
- Batterie, Piano : Christophe Cravero
- Cor, Trompette : Jean-Pierre Soules
- Guitare, Chant : Dick Annegarn
- Chant : Raphael (sur On est deux)